# George Fenton
Pour les articles homonymes, voir Fenton.
George Fenton est un compositeur britannique de musiques de films, né le 19 octobre 1950 à Londres (Royaume-Uni).
Il a entamé sa carrière de musicien à la télévision dans les années 1970 (où il compose plusieurs jingles et émissions télévisées devenues populaires outre-atlantique), puis se tourne vers le cinéma au début des années 1980, où il se fait connaître pour son travail sur le film Gandhi en 1982.
On lui doit également la musique de La Compagnie des loups en 1984, Les Liaisons dangereuses en 1988, The Fisher King : Le Roi pêcheur (The Fisher King) en 1991 ou Un jour sans fin en 1993.
Ses compositions, souvent élégantes et romantiques, s'inscrivent parfaitement dans le cadre de reconstitutions historiques (Sur la route de Nairobi, Memphis Belle, La Chasse aux sorcières, Anna et le roi...).
Il a principalement collaboré avec Neil Jordan, Stephen Frears, Richard Attenborough, Nora Ephron et est le compositeur attitré de Ken Loach depuis plusieurs années.
Depuis les années 1990, il concentre beaucoup son travail sur l'environnement et les problèmes écologiques, en mettant brillamment en musique bon nombre de films documentaires dont La Planète bleue (2003) et Un jour sur Terre en 2007, qu'il interprètera à plusieurs reprises en concert.
Fenton a aussi composé des thèmes et indicatifs musicaux pour quelques programmes de radios et de télévisions britanniques, la plupart pour la BBC: tels les indicatifs du "One O'clock News", du "Six O'Clock News" et celui du "Nine O'Clock News" ainsi que celui de "Newsnight" et le "Newsnight Review" et ceux de "On the Record", "Omnibus", le "BBC Breakfast Time", "the BBC World Service Television News", "Westminster - In The House", "Reporting Scotland", "London Plus", "Midday News", "Telly Additcs" et celui de "Daily Politics".

## Filmographie

### Comme compositeur

#### Cinéma

##### Longs métrages

###### Années 1970
- 1971 : Private Road de Barney Platts-Mills

###### Années 1980
- 1980 : Hussy de Matthew Chapman
- 1982 : Gandhi (cocompositeur Ravi Shankar) de Richard Attenborough (musiques additionnelles)
- 1983 : Runners de Charles Sturridge
- 1984 : La Compagnie des loups (The Company of Wolves) de Neil Jordan
- 1986 : Clockwise de Michael Morahan
- 1987 : 84, Charing Cross Road de David Hugh Jones
- 1987 : Billy the Kid and the Green Baize Vampire
- 1987 : Cry Freedom de Richard Attenborough
- 1987 : Sur la route de Nairobi (White Mischief) de Michael Radford
- 1988 : Une poignée de cendre (A Handful of Dust de Charles Sturridge
- 1988 : High Spirits de Neil Jordan
- 1988 : Les Liaisons dangereuses (Dangerous Liaisons) de Stephen Frears
- 1988 : The Dressmaker (en) de Jim O'Brien
- 1989 : Nous ne sommes pas des anges (We're No Angels) de Neil Jordan

###### Années 1990
- 1990 : Memphis Belle de Michael Caton-Jones
- 1990 :  La Liberté au bout du chemin (The Long Walk Home) de Richard Pearce
- 1990 : La Fièvre d'aimer (White Palace) de Luis Mandoki
- 1991 : The Fisher King : Le Roi pêcheur (The Fisher King) de Terry Gilliam
- 1992 : Sang chaud pour meurtre de sang-froid (Final Analysis) de Phil Joanou
- 1992 : Héros malgré lui (Hero) de Stephen Frears
- 1993 : Un jour sans fin (Groundhog Day) de Harold Ramis
- 1993 : Quand l'esprit vient aux femmes (Born Yesterday) de Luis Mandoki
- 1993 : Les Ombres du cœur (Shadowlands) de Richard Attenborough
- 1994 : Lune rouge (China Moon) de John Bailey
- 1994 : Ladybird (Ladybird, Ladybird) de Ken Loach
- 1994 : Joyeux Noël (Mixed Nuts) de Nora Ephron
- 1995 : Land and Freedom (Land and Freedom) de Ken Loach
- 1996 : Mary Reilly de Stephen Frears
- 1996 : Vengeance froide (Heaven's Prisoners) de Phil Joanou
- 1996 : Mes doubles, ma femme et moi (Multiplicity) de Harold Ramis
- 1996 : Carla's Song (Carla's Song) de Ken Loach
- 1996 : La Chasse aux sorcières (The Crucible) de Nicholas Hytner
- 1996 : Le Temps d'aimer (In Love and War) de Richard Attenborough
- 1997 : The Woodlanders de Phil Agland
- 1998 : La Courtisane (Dangerous Beauty) de Marshall Herskovitz
- 1998 : L'Objet de mon affection (The Object of My Affection) de Nicholas Hytner
- 1998 : My Name Is Joe de Ken Loach
- 1998 : À tout jamais, une histoire de Cendrillon (Ever After) d'Andy Tennant
- 1998 : D'une vie à l'autre (Living Out Loud) de Richard LaGravenese
- 1998 : Vous avez un message (You've Got Mail) de Nora Ephron
- 1999 : Entropy de Phil Joanou
- 1999 : Grey Owl, celui qui rêvait d'être indien (Grey Owl) de Richard Attenborough
- 1999 : Anna et le roi (Anna and the King) d'Andy Tennant

###### Années 2000
- 2000 : Bread and Roses de Ken Loach
- 2000 : Danse ta vie (Center Stage) de Nicholas Hytner
- 2000 : Le Bon Numéro (Lucky Numbers) de Nora Ephron
- 2001 : Hot Summer (Summer Catch) de Michael Tollin
- 2001 : The Navigators de Ken Loach
- 2002 : Sweet Sixteen de Ken Loach
- 2002 : Fashion victime (Sweet Home Alabama) de Andy Tennant
- 2003 : Disparitions (Imagining Argentina) de Christopher Hampton
- 2003 : La Planète bleue (Deep Blue) (documentaire) de Alastair Fothergill et Andy Byatt
- 2004 : Just a Kiss (Fond Kiss..., Ae) de Ken Loach
- 2004 : Stage Beauty de Richard Eyre
- 2005 : Hitch, expert en séduction (Hitch) d'Andy Tennant
- 2005 : Tickets de Abbas Kiarostami, Ken Loach et Ermanno Olmi
- 2005 : Vaillant, pigeon de combat ! (Valiant) de Gary Chapman
- 2005 : Ma sorcière bien-aimée (Bewitched) de Nora Ephron
- 2005 : Madame Henderson présente (Mrs Henderson Presents) de Stephen Frears
- 2006 : Vacances sur ordonnance (Last Holiday) de Wayne Wang
- 2006 : Le vent se lève (The Wind That Shakes the Barley) de Ken Loach
- 2006 : History Boys (The History Boys) de Nicholas Hytner
- 2007 : Un jour sur Terre (Earth) de Alastair Fothergill et Mark Linfield
- 2007 : It's a Free World! de Ken Loach
- 2008 : L'Amour de l'or (Fool's Gold) d'Andy Tennant
- 2009 : Looking for Eric de Ken Loach

###### Années 2010
- 2010 : Le Chasseur de primes (The Bounty Hunter) d'Andy Tennant
- 2010 : Route Irish de Ken Loach
- 2012 : La Part des anges (The Angels' Share) de Ken Loach
- 2013 : Muhammad Ali's Greatest Fight de Stephen Frears
- 2013 : Zero Theorem (The Zero Theorem) de Terry Gilliam
- 2014 : Grizzly (version américaine)
- 2014 : Jimmy's Hall de Ken Loach
- 2015 : Absolutely Anything de Terry Jones
- 2015 : The Lady in the Van de Nicholas Hytner
- 2016 : Moi, Daniel Blake de Ken Loach
- 2016 : Walk on the Wild Side de Germaine McCormack-Kos
- 2016 : Wild Oats de Andy Tennant
- 2017 : Woman Walks Ahead de Susanna White
- 2018 : Red Joan de Trevor Nunn
- 2019 : Sang froid (Cold Pursuit) de Hans Petter Moland
- 2019 : Sorry We Missed You de Ken Loach

##### Courts métrages
- 1977 : A Lustful Lady de Hal E. Woode
- 1980 : The Tumour Principle d'Arthur Ellis
- 1980 : Dead End d'Alan Birkinshaw
- 2002 : Too Close to the Bone de Sebastian Godwin

#### Télévision

##### Téléfilms
- 1978 : Me! I'm Afraid of Virginia Woolf
- 1978 : Doris and Doreen
- 1979 : The Old Crowd
- 1979 : Afternoon Off
- 1979 : One Fine Day
- 1979 : All Day on the Sands
- 1979 : Bloody Kids
- 1980 : Rain on the Roof
- 1982 : Parole
- 1982 : Walter
- 1983 : Walter and June
- 1983 : Saigon: Year of the Cat
- 1983 : An Englishman Abroad
- 1985 : Past Caring
- 2004 : Le Clan des rois (Pride) de John Downer

##### Séries télévisées
- 1978 : Out (6 épisodes)
- 1979-1980 : Shoestring (12 épisodes)
- 1980 : Fox (13 épisodes)
- 1981 : BBC2 Playhouse (épisode Going Gently)
- 1981 : The History Man (mini-série)
- 1982 : Play for Tomorrow (6 épisodes)
- 1982 : Objects of Affection (3 épisodes)
- 1984 : Le Joyau de la couronne (The Jewel in the Crown) (9 épisodes)
- 1985 : The Triumph of the West (title music)
- 1985-1987 : Screen Two (3 épisodes)
- 1986 : Call Me Mister
- 1986 : The Monocled Mutineer (mini-série)
- 1987 : Talking Heads (mini-série)
- 1989 : London Plus (1 épisode)
- 1990 : Les Défis de la vie (The Trials of Life) (12 épisodes)
- 1993 : Life in the Freezer (6 épisodes)
- 1998 : Talking Heads 2 (2 épisodes)

##### Mini-séries documentaires
- 1999 : Shanghai Vice
- 2001 : The Blue Planet (8 épisodes)
- 2006 : Planète Terre (11 épisodes)
- 2006 : Planet Earth: The Future (3 épisodes)
- 2009 : Life, l'aventure de la vie (Life) (10 épisodes)
- 2009 : Terres de glace (Frozen Planet) (7 épisodes)
- 2016 : China: Between Clouds and Dreams (5 épisodes)

##### Documentaires
- 1994 : China: Beyond the Clouds de Phil Agland
- 2003 : A French Affair de Phil Agland
- 2007 : Love and Death in Shanghai de Phil Agland

#### Spectacles
1992 : Buffalo Bill's Wild West Show a Disneyland Paris

### Comme acteur
- 1971 : The Waiters : Guest
- 1971 : Private Road : Henry
- 1972 : A Day Out (TV) : First brother
- 1972 : Emmerdale Farm (série télévisée) : Martin Gimbel (1976)

## Récompenses et distinctions

### Oscars
- 1983 : Nommé pour l'Oscar de la meilleure musique pour le film Gandhi
- 1988 : Nommé pour l'Oscar de la meilleure musique pour le film Cry Freedom
- 1988 : Nommé pour l'Oscar de la meilleure chanson originale pour le film Cry Freedom
- 1989 : Nommé pour l'Oscar de la meilleure musique pour le film Les Liaisons dangereuses
- 1992 : Nommé pour l'Oscar de la meilleure musique pour le film The Fisher King : Le Roi pêcheur (The Fisher King)

### Golden Globes
- 1988 : Nommé pour le Golden Globe de la meilleure musique de film pour le film Cry Freedom
- 2000 : Nommé pour le Golden Globe de la meilleure musique de film pour le film Anna et le roi
- 2000 : Nommé pour le Golden Globe de la meilleure chanson originale pour le film Anna et le roi

### Grammy Awards
- 1984 : Nommé pour le Grammy de la meilleure musique pour le film Gandhi
- 1989 : Nommé pour le Grammy de la meilleure musique pour le film Cry Freedom

### Film & TV Music Awards
- 2007 : Lauréat du prix de la meilleure musique pour un documentaire ou un programme télévisé pour Un jour sur Terre